# Анто Дробњак
Анто Дробњак (Бијело Поље, 21. септембар 1968) је бивши југословенски и црногорски фудбалер.

## Каријера
Дробњак је каријеру почео у Јединству из Бијелог Поља, а наставио у Будућности.
Из Будућности је 1992. године отишао у Црвену звезду. Први његов клуб у Француској била је ФК Бастија, у којој је провео три сезоне (од 1994. до 1997). Са Корзике се преселио у Ланс и био најбољи стрелац тима који је 1998. године освојио титулу првака Француске.
Након тог успјеха отишао је у Јапан, а након једне сезоне у Гамби из Осаке, вратио се у Француску, у Сошо, где је остао две сезоне. Каријеру је завршио у Мартигу.
За репрезентацију СРЈ дебитовао је 6. октобра 1996. године. Одиграо је седам утакмица и постигао четири гола.
Био је спортски директор Будућности.

## Трофеји

### Црвена звезда
- Куп СР Југославије (1) : 1992/93.

### Ланс
- Првенство Француске (1) : 1997/98.